# Маю скафандр — здатен мандрувати
«Маю скафандр — здатен мандрувати» (англ. Have Space Suit — Will Travel) — науково-фантастичний роман Роберта Гайнлайна, вперше виходив 1958 року у журналі Fantasy & Science Fiction (з серпня по жовтень), потім виданий в серії романів для юнацтва, які щорічно автор надавав для видавництва Скрібнер в 1947—1958 роках.
Для додавання реалізму у твір Гайнлайн використав свій інженерний досвід, оскільки під час Другої світової війни він працював цивільним інженером з аеронавтики в лабораторії, розробляючи скафандри для використання на великих висотах.
У назві роману алюзії на популярне американське телешоу в жанрі вестерн «Have Gun — Will Travel», а, також, на поширену на початку XX століття форму театральної реклами «Have tux, will travel» (замість «скафандра» тут відповідно револьвер і смокінг).
1959 році роман номінувався на премію Г'юго. У 1961 роман отримав спеціальну «Книжкову премію дітей Секвоя».

## Сюжет
Головний герой Кліффорд «Кіп» Рассел бере участь в конкурсі на найкращий джинґл реклами мила, надіючись виграти оплачену подорож на Місяць. Слоган Кліффорда перемагає, проте першим такий слоган надіслав інший учасник, тому хлопчик отримує лише заохочувальний приз — старий скафандр, який використовували при монтажі орбітальної станції. Привівши скафандр, який він назвав «Оскаром», в робочий стан і вдягнувши для тестування, Кліффорд випадково приймає радіовиклик на космічній хвилі від «Піві» (англ. peewee — крихітка). Потім біля шокованого Кіпа приземляється «літаюча тарілка», з якої вибігає дівчинка Піві та інопланетна істота Меммі (ориг. англ. Mother Thing), але їх разом з Кіпом одразу захоплюють з іншої літаючої тарілки і відправляють на Місяць.
Їх викрадач «Черволиций» — страхітлива істота, що зневажливо називає всіх інших «тваринами». Черволиций має двох помічників людей, які допомагали йому захопити Піві та Меммі.
Виявляється, злісні і технічно розвинені прибульці, «черволиці», базуючись на Плутоні і Місяці, готують план колонізації Землі, в ході якого викрадають дочку (Піві) одного з найбільших учених-систематиків, розраховуючи дістатися і до нього самого. Не по роках розвинена, вона за допомогою інопланетної істоти-спостерігача Меммі, викрадає корабель прибульців і намагається повернутися додому, але приземляється на пеленг Кіпа.
Кіп, Піві та Меммі намагаються втекти до найближчої людської бази, пішки по поверхні Місяця, але їх ловлять і відправляють на базу на Плутоні. Кіпа кинули в камеру, пізніше до нього приєдналися і двоє людей-зрадників, які, очевидно, втратили свою корисність. Перш ніж їх розлучають, один з них розказує Кіпу, що його колишні роботодавці їдять людей.
Меммі намагається видатись корисною для черволицих, конструюючи для них передові пристрої. Вона встигає викрасти достатньо частин, щоб зібрати бомбу та передавач. Бомба вбиває більшість черволицих на базі, але Меммі замерзає, коли намагається без скафандра встановити передавач за межами бази.
Кіп ціною глибокого обмороження своїх кінцівок встановлює на поверхні маяк, до сигналу якого майже миттєво прибувають одноплемінники Меммі. Їх евакуюють на одну з планет Веги. Кіпа поміщають в кріоконсервацію на декілька тижнів, поки одноплемінники Меммі розробляють обладнання для регенерації його органів.
Після повного відновлення здоров'я Кіпа, всіх перевозять на планету-столицю трьох галактик в Малій Магеллановій Хмарі. Тут їм належить пережити судові процеси щодо цілих рас. Материнську планету черволицих викидають з простору без їхньої зорі, здійснюючи геноцид, прирікаючи їх на смерть від замерзання.
Тоді настає черга суду на людством, представленим Піві, Кіпом, Юніо (давньоримським центуріоном) та неандертальцем. Неандертальця відкидають як інший вид. Юніо поводиться гідно, але дуже войовниче. Записані покази Піві та Кіпа визнаються доказами. На захист людства Кіп виголошує промову. Меммі та представник іншої раси стверджують, що нові види, ще є дітьми, яким має бути надано більше часу, щоб вчитися і розвиватися. Вирішено повторно оцінити людство після «дюжини періодів пів-розпадів радію» (19200 років).
Після рішення на їхню користь, Кіпа і Піві з інноваційними науковими відомостями повертають на Землю в день їх відбуття. Там вони проводять деякий час у батька Піві, зустрічаючись з першими особами США, а потім Кіп автобусом повертається додому. Його батьки вже знають про його подорожі і, як виявляється, його батько — не менш відомий учений, ніж ті, з ким він недавно спілкувався. В результаті своїх подорожей Кіп вирішує стати космічним інженером.

## Вшанування
- З поширенням супутників для аматорського радіо, більшість з них отримали назву Orbital Satellite Carrying Amateur Radio — OSCAR.
- В лютому 2006 року з Міжнародної космічної станції було запущено супутник для аматорського радіо під назвою SuitSat. Це був застарілий космічний скафандр з радіопередавачем всередині нього.